# Ada (Serbia)
Ada (in serbo Ада?) è una città e una municipalità del distretto del Banato Settentrionale nel nord-est della provincia autonoma della Voivodina. È situata nella regione geografica della Bačka, lungo le sponde del fiume Tibisco. Il nome della città è uguale sia in Serbia che Ungheria. Ada ha una popolazione di 10 546 abitanti, mentre in tutto il comune, di 18 792 abitanti (censimento del 2002).
Diede i natali al politico Mátyás Rákosi.

## Società

### Etnie e minoranze straniere
La popolazione di Ada è composta da:
- Ungheresi: 14.558 (76.6%)
- Serbi: 3.324 (17.5%)
- Rom: 277 (1.45%)
- Iugoslavi: 275 (1.44%)

## Villaggi della municipalità
- Obornjača - 389 abitanti (censimento 2002)
- Sterijino - 234 abitanti (censimento 2002)
- Utrine - 1 038 abitanti (censimento 2002)